# Laminafroneta locketi
Laminafroneta locketi is een spinnensoort uit de familie hangmatspinnen (Linyphiidae). De soort komt voor in Ethiopië.